# Tidarren sheba
Tidarren sheba är en spindelart som beskrevs av Knoflach och van Harten 2006. Tidarren sheba ingår i släktet Tidarren och familjen klotspindlar. Inga underarter finns listade i Catalogue of Life.